# Poppentheater van Maagdenburg
Het Poppentheater van Maagdenburg is een stedelijk poppentheater met een eigen vast theatergezelschap in het stadsdeel Buckau in Maagdenburg.

## Geschiedenis
Vanaf 1951 ontstonden er in de regiohoofdsteden in de Duitse Democratische Republiek gezelschapstheaters voor poppenspel, met stokpoppen uit de Sovjet-Unie als uitgangspunt. Op initiatief van poppenspelers Jutta Balk en Gustel Möller gebeurde dit ook in Maagdenburg. Möller werd de eerste intendant en de eerste opvoering vond plaats met De gelaarsde kat door een gezelschap van vier spelers op 1 september 1958.
In de eerste acht jaar van zijn bestaan richtte het theater zich uitsluitend op kinderen en voerde het een speciaal abonnementensysteem in voor schoolkinderen. Ook begin 21e eeuw nog bezoekt meer dan de helft van alle kinderen in Maagdenburg het theater minstens een keer.
Met Die Himmelfahrt der Galgentoni werd in 1966 voor het eerst een poppenspel voor volwassenen opgevoerd. Langzaamaan ontstond er ook een avondprogramma, dat vaste vorm kreeg met de coproductie De kleine prins samen met andere theaters in Maagdenburg.

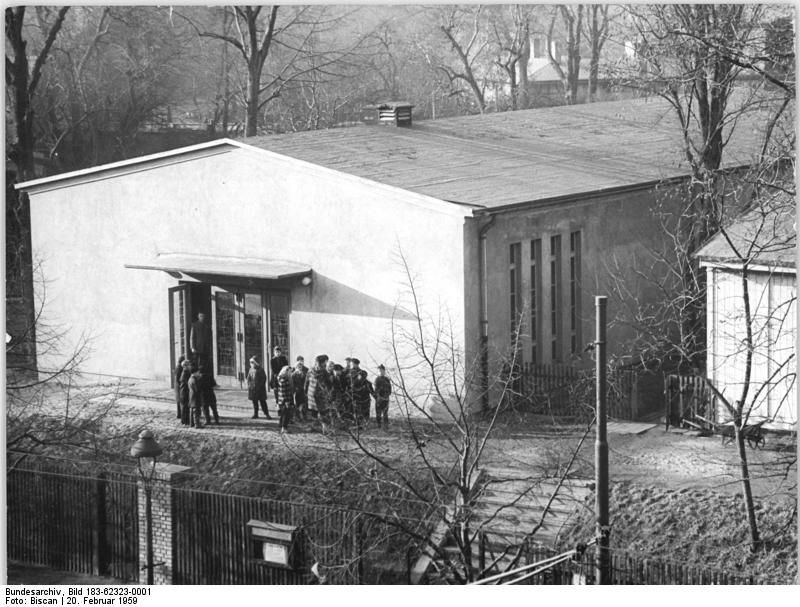
Het poppentheater in 1959

In 1968 vond de eerste uitbreiding van het theater plaats. Tot dan toe bestond het uitsluitend uit een theaterzaal. In dit jaar werden er in het gebouw een kantoor, kassa, garderobe en toiletten ondergebracht. Een tweede grote uitbreiding volgde in 1999 met de toevoeging van een magazijn en een oefenbühne.
In 1977 begon het Open-Air-Theater im Hof, met als première het Buckauer hofspektakel Bier und Puppen.
Na de Duitse hereniging stond in alle Oost-Duitse steden de status van de poppentheaters ter discussie. De overweging was of het door moest gaan als zelfstandig theater, het op moest gaan in een stedelijk theater of dat het geheel moest verdwijnen. In Maagdenburg genoot het theater niettemin een grote steun van de bevolking, waardoor het bleef bestaan. Tegenwoordig is dit poppentheater het enige zelfstandige stadstheater dat zich richt op poppenspel.
Sinds 1991 hield het theater voor het eerst een internationaal poppentheaterfestival onder de naam Blickwechsel (Verandering van blikveld). Sindsdien wordt dit festival tweejaarlijks georganiseerd. Naast de artistieke vormgeving zijn de inhoudelijke thema's van belang. In 2009 kende het festival bijvoorbeeld het thema Weltverbesserer (Wereldverbeteraar).
In 2000 werd het wereldcongres van de Union Internationale de la Marionnette (UNIMA) in Maagdenburg gehouden en werden er in de gehele stad podia gebouwd. Sinds 2007 organiseert het poppentheater KinderKulturTage van de stad, met een programma van vijf dagen voor kinderen, gezinnen en kindergroepen in de gehele stad.
Naar planning zal er in het najaar van 2012 in een nabijgelegen gebouw een poppenmuseum worden geopend, met een vaste tentoonstelling over de geschiedenis van het poppenspel in Saksen-Anhalt en Midden-Duitsland. Ook zal het dienen als onderzoeks- en opleidingscentrum.